# Kathedrale der Heiligsten Dreifaltigkeit (Žilina)

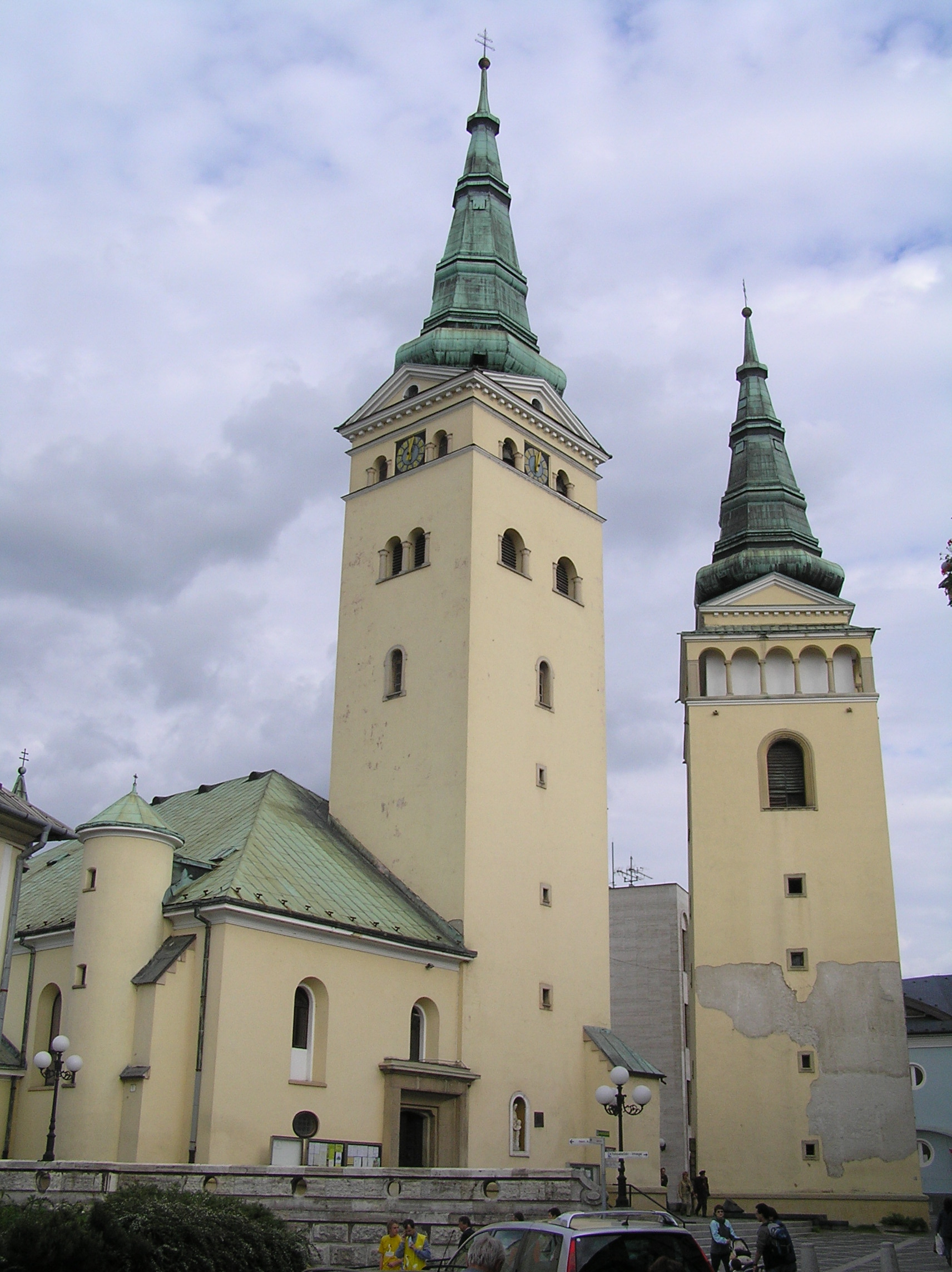
Blick auf die Dreifaltigkeitskirche; daneben Burians Turm

Die Kathedrale der Heiligsten Dreifaltigkeit (slowakisch Katedrála Najsvätejšej Trojice), im Volksmund oft nur Farský kostol (deutsch Pfarrkirche), ist eine römisch-katholische Kirche in der Stadt Žilina, Slowakei. Seit 2008 ist sie die Kathedralkirche des neu gegründeten Bistums Žilina. Sie befindet sich an der Straße Horný val über dem Platz Námestie Andreja Hlinku am Ostrand des historischen Stadtzentrums.
Die erste Erwähnung der Kirche stammt aus dem Jahr 1400, damals noch mit dem Namen Unsere Liebe Frau. Ihre Geschichte reicht nach neuesten Forschungen aber wohl bis ins 13. Jahrhundert zurück. 1530 ließ man neben der Kirche einen Befestigungsturm bauen, der ursprünglich den Namen Neuer Turm trug und heute Burians Turm heißt. Um die Mitte des 16. Jahrhunderts, nach einer Eroberung der Stadt, wurde die Kirche zu einer Festung umgebaut, was später wieder rückgängig gemacht wurde. Das Patrozinium wurde gegen Ende des 16. Jahrhunderts geändert, als die Kirche als Kirche der Heiligsten Dreifaltigkeit neu geweiht wurde. Die Johann-Nepomuk-Kapelle wurde 1762 angebaut. Die Kirche brannte in den Jahren 1678, 1848 und teilweise 1886 aus.
Die drei Schiffe der Kirche waren ursprünglich gotisch, wurden aber im Renaissancestil umgestaltet. Die letzte Instandsetzung fand im Jahr 1942 statt.
Das Altarbild im Hauptaltar stellt die Dreifaltigkeit dar, während in den Seitenaltären die Unbefleckte Empfängnis und ein Kruzifix abgebildet sind. Beim Eingang befindet sich ein Bild der heiligen Anna. Der Burians Turm neben der Kirche bietet eine gute Aussicht auf die Stadt.